# Eredivisie (vrouwenhandbal) 1977/78
De Eredivisie is de hoogste afdeling van het Nederlandse handbal bij de vrouwen op landelijk niveau. In het seizoen 1977/1978 werd Idem/Hellas landskampioen. EMM en PSV degradeerden naar de Eerste divisie.
Met het ingang van het seizoen 1977/1978 werd door het NHV meerdere vernieuwingen doorgevoerd in de nationale handbalcompetitie. Een van deze vernieuwingen was de naamswijziging van de Hoofdklasse naar de Eredivisie.

## Opzet
De twaalf teams spelen in competitieverband tweemaal tegen elkaar. De nummer één mag zich landskampioen van Nederland noemen, de nummers elf en twaalf degraderen naar de eerste divisie.

## Teams
| Club                  | Plaats      | Provincie     |
| --------------------- | ----------- | ------------- |
| DVO                   | Sittard     | Limburg       |
| EMM                   | Middelburg  | Zeeland       |
| Idem/Hellas           | Den Haag    | Zuid-Holland  |
| Sims/HMS              | Utrecht     | Utrecht       |
| AMC/Niloc             | Amsterdam   | Noord-Holland |
| PSV                   | Eindhoven   | Noord-Brabant |
| Van der Voort Quintus | Kwintsheul  | Zuid-Holland  |
| Gewa/Ancora           | Barendrecht | Zuid-Holland  |
| Mora/Swift            | Roermond    | Limburg       |
| Vlugheid en Kracht    | Groningen   | Groningen     |

## Stand
| Pos | Club                  | Wed | W  | G | V  | Ptn | DV  | DT  | +/−  | Opmerking                                            |
| --- | --------------------- | --- | -- | - | -- | --- | --- | --- | ---- | ---------------------------------------------------- |
| 1   | Idem/Hellas           | 18  | 17 | 1 | 0  | 35  | 317 | 186 | +131 | Deelname Europees kampioenschap voor landskampioenen |
| 2   | Mora/Swift            | 18  | 15 | 1 | 2  | 31  | 250 | 169 | +81  | Deelname Europees kampioenschap voor bekerwinnaars   |
| 3   | AMC/Niloc             | 18  | 13 | 0 | 5  | 26  | 228 | 196 | +32  |                                                      |
| 4   | DVO                   | 18  | 10 | 0 | 8  | 20  | 230 | 230 | 0    |                                                      |
| 5   | Van der Voort Quintus | 18  | 8  | 0 | 10 | 16  | 203 | 216 | −13  |                                                      |
| 6   | Gewa/Ancora           | 18  | 8  | 0 | 10 | 16  | 186 | 211 | −25  |                                                      |
| 7   | Sims/HMS              | 18  | 6  | 0 | 12 | 12  | 179 | 211 | −32  |                                                      |
| 8   | Vlugheid en Kracht    | 18  | 6  | 0 | 12 | 12  | 191 | 229 | −38  |                                                      |
| 9   | PSV                   | 18  | 5  | 0 | 13 | 10  | 162 | 210 | −48  | Degradatie naar eerste divisie                       |
| 10  | EMM                   | 18  | 1  | 0 | 17 | 2   | 168 | 256 | −88  | Degradatie naar eerste divisie                       |